# Римский стул

Упражнения для спины на «римском стуле»

«Римский стул» — спортивный тренажёр, предназначенный для выполнения широкого круга силовых упражнений с собственным весом в качестве отягощения. Представляет из себя специальную скамью с упорами для ног или бёдер.
Основным назначением римского стула является проработка мускулатуры брюшного пресса и косых мышц живота, однако возможно его использование и для тренировок других частей тела, например — спины (см. гиперэкстензии). Помимо атлетических тренировок нашёл применение в фитнесе, тяжёлой атлетике, армреслинге и т. д.